# Ладхам, Бахи
Бахи Ладхам (10 января 1913, Тунис, протекторат Тунис — 13 апреля 1998, Париж, Франция) — тунисский политический деятель, премьер-министр Туниса (1969—1970).

## Биография
Активный участник национально-освободительного движения.
В 1951—1955 гг. — глава представительства национально-освободительных сил в Нью-Йорке.
В 1957—1969 гг. — секретарь президентской администрации, фактически премьер-министр.
В 1957—1966 и в 1968 гг. — одновременно министр обороны,
в 1958 и 1960 гг. — министр финансов и планирования,
в 1960 г. — министр торговли.
В 1969—1970 гг. — премьер-министр Туниса.
Фактически выполняя функции главы правительства, активно проводил политику национализации промышленности и торговли в 1958—1961 гг. В 1962 г. Национальный плановый совет под председательством министра экономики А. бен Салаха разработал 10-летний план развития Туниса, провозгласившего сосуществование в экономике трех секторов — государственного, кооперативного и частного при координирующей и направляющей роли государства. Данная политика натолкнулась на противодействие международных корпораций и частного капитала внутри страны, что привело к сближению с Советским Союзом. Однако в 1970 г. в результате внутриполитических интриг кабинет Ладхама был отправлен в отставку, новое правительство Туниса взяло курс на либерализацию национальной экономики.
В 1970 г. Ладхам был главой посреднического комитета Лиги арабских государств по разрешению палестино-иорданского конфликта, получившего название «черный сентябрь».